# Margaretha van Tirol

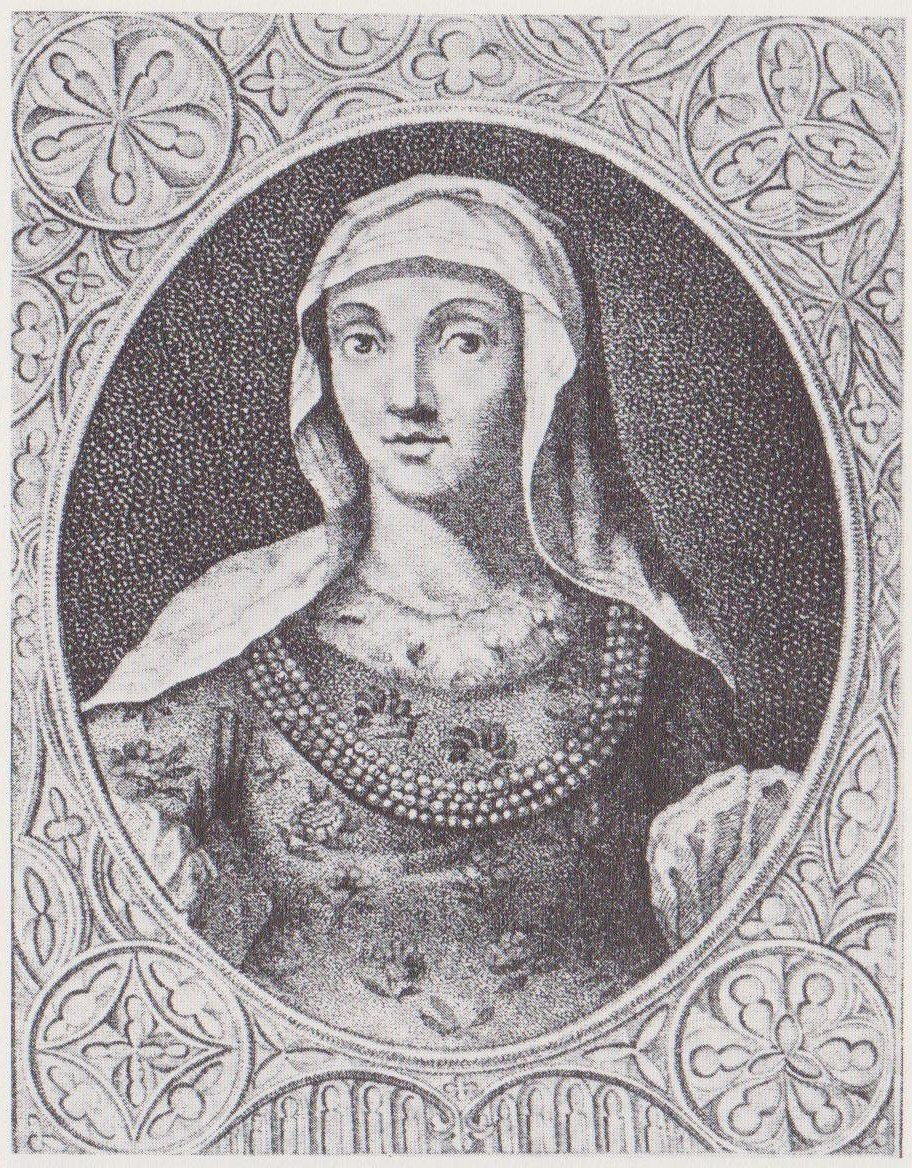
Portret

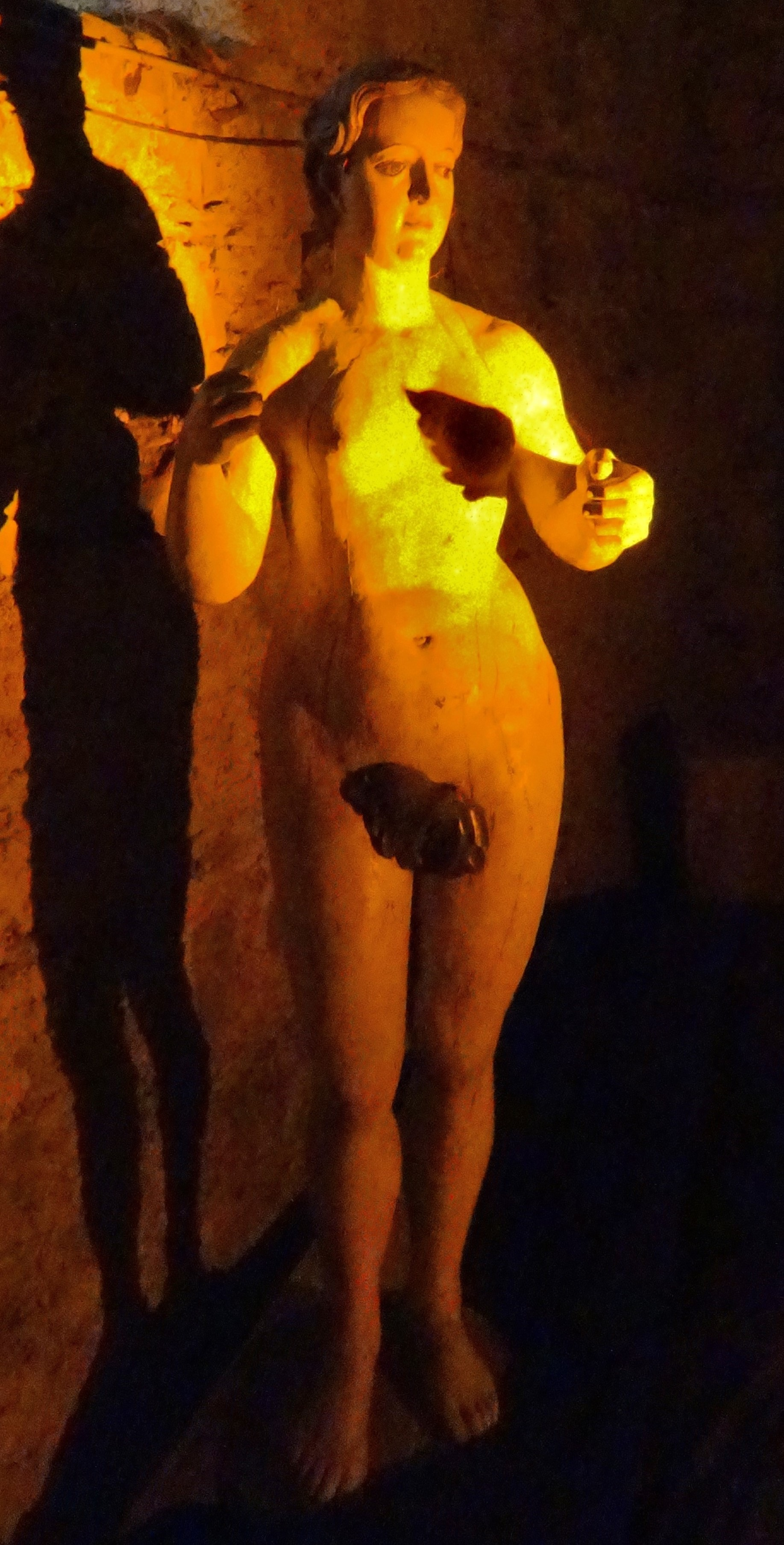
Standbeeld van Margarete Maultasch, Burg Hochosterwitz bij Magdalensberg.

Margaretha van Tirol bijgenaamd Maultasch (circa 1318 — Wenen, 3 oktober 1369) was van 1335 tot 1363 de laatste gravin van Tirol die behoorde tot het huis der Meinhardijnen.

## Levensloop

### Afkomst
Margaretha was de enige overlevende dochter van hertog Hendrik van Karinthië, die bovendien graaf van Tirol en voormalig koning van Bohemen was, en diens tweede echtgenote Adelheid, dochter van hertog Hendrik I van Brunswijk-Grubenhagen. Omdat de drie huwelijken van haar vader geen mannelijke erfopvolger hadden opgeleverd, ging Hendrik in 1330 met keizer Lodewijk de Beier akkoord om Margaretha tot erfopvolgster van Karinthië en Tirol te benoemen.
In Margaretha's tijd heerste er een machtsstrijd tussen het Huis Wittelsbach, het Huis Luxemburg en het Huis Habsburg. Keizer Lodewijk de Beier uit het Huis Wittelsbach kon zijn positie verzekeren door zijn rivaal Frederik de Schone uit het Huis Habsburg in 1322 te verslaan in de Slag bij Mühldorf. Hiervan maakte koning Jan de Blinde van Bohemen, de vroegere bondgenoot van Lodewijk de Beier uit het Huis Luxemburg, gebruik om mogelijkheden te verkennen om zijn machtsbasis uit te breiden. Hij benaderde Hendrik van Karinthië, die hij in 1310 van de Boheemse troon had verdreven, en de twee arrangeerden in 1327 de verloving van Margaretha met Jans jongere zoon Jan Hendrik.
In 1330 werd Jan Hendrik naar Tirol gestuurd, waarna hij en Margaretha kort daarna in Innsbruck in het huwelijk traden. Op dat moment was Margaretha twaalf jaar oud, Jan Hendrik acht. Volgens contemporaine bronnen hadden de kinderen al vanaf het begin een hekel aan elkaar.

### Regering
Via het huwelijk verzekerde de Boheemse koning Jan de Blinde de toegang tot de Alpenbergpassen om Italië te bereiken, waar ervoor zorgde dat keizer Lodewijk de Beier de akkoorden met Margaretha's vader opzegde. Toen Hendrik van Karinthië in 1335 overleed, schonk Lodewijk het hertogdom Karinthië aan hertog Albrecht II van Oostenrijk, terwijl de Wittelsbachers het graafschap Tirol claimden. Niettemin maakte Margaretha slim gebruik van haar banden met het Huis Luxemburg. Zij en haar echtgenoot Jan Hendrik stuurden zijn capabele broer Karel naar Lodewijk de Beier, die gesteund door de lokale edelen de erfopvolging van Margaretha in het graafschap Tirol kon doordrukken.
De situatie verergerde echter toen bleek dat Jan Hendrik een hooghartige rokkenjager en incompetente medeheerser was die niet gerespecteerd werd door de Tiroolse adel. Zijn broer Karel fungeerde tijdelijk als regent, maar zijn bemiddelingspogingen werden verworpen en in 1336/1337 verliet Karel het graafschap Tirol om zijn vader te begeleiden op een kruistocht tegen de heidense Pruisen. Toen Jan Hendrik op 1 november 1341 terugkwam van het jagen, weigerde Margaretha haar echtgenoot de toegang tot het kasteel van Tirol te verlenen. De furieuze Jan Hendrik trok daarop door het land, maar geen enkel adellijk Huis wilde hem onderdak verlenen. Hij werd uiteindelijk gedwongen om Tirol te verlaten, waarna hij als vluchteling werd opgevangen door het patriarchaat Aquileja.
Margaretha zette vervolgens de rivaliserende dynastieën opnieuw op tegen elkaar en ontsnapte aan de wraak van het ziedende Huis Luxemburg door zich te alliëren met Huis Wittelsbach. Op 10 februari 1342 huwde ze met de oudste zoon van keizer Lodewijk de Beier, markgraaf Lodewijk I van Brandenburg. Het feit dat ze opnieuw in het huwelijk trad zonder eerst officieel gescheiden te zijn van haar eerste echtgenoot Jan Hendrik, veroorzaakte een groot schandaal en het echtpaar werd door paus Clemens VI geëxcommuniceerd. Lodewijk kon echter de steun van de Tiroolse adel winnen en beschouwde het huwelijk tussen Margaretha en Jan Hendrik nietig.
Margaretha's voormalige schoonbroer Karel IV werd in 1346 verkozen tot Rooms-Duits tegenkoning in oppositie met keizer Lodewijk de Beier en begon het jaar nadien een militaire campagne in Tirol. Karel belegerde het kasteel van Tirol, maar zijn troepen moesten zich na de onsuccesvolle belegering terugtrekken, waarna als wraak de steden Bozen en Meran werden platgebrand. Toen keizer Karel IV in oktober 1347 na het overlijden van Lodewijk de Beieren de macht van het Huis Luxemburg over het Heilige Roomse Rijk kon consolideren, liet hij zijn vijandige houding tegenover Margaretha varen en werd haar huwelijk met Jan Hendrik in 1349 officieel ontbonden. Vervolgens allieerde ze met het Huis Habsburg door haar zoon Meinhard III (1344-1363) uit te huwelijken aan Margaretha, dochter van hertog Albrecht II van Oostenrijk. Het was met de assistentie van de Habsburgers dat Margaretha en haar tweede echtgenoot Lodewijk in 1359 door paus Innocentius VI van hun excommunicatie werden ontheven.

### Kinderen
Met Lodewijk V kreeg ze vier kinderen:
- Herman (1343-1360)
- Meinhard III (1344-1363), hertog van Opper-Beieren en graaf van Tirol
- een jonggestorven dochter
- een jonggestorven dochter

### Terugtrekking uit de staatszaken
Na de plotse dood van haar echtgenoot Lodewijk V in 1361, volgde haar zoon Meinhard III hem op als hertog van Opper-Beieren en als medegraaf van Tirol. Meinhard III overleed reeds in 1363 zonder erfgenamen na te laten. Dit zorgde voor een invasie van Meinhards oom, hertog Stefanus II van Neder-Beieren. Stefanus, geallieerd met heer van Milaan Bernabò Visconti, herenigde Opper- en Neder-Beieren en claimde eveneens het graafschap Tirol.
Omdat Margaretha opnieuw haar grondgebied dreigde te verliezen, besloot ze het graafschap Tirol af te staan aan hertog Rudolf IV van Oostenrijk, de vroegere schoonbroer van haar zoon Meinhard III. Het conflict om Tirol werd in 1369 uiteindelijk opgelost met de Vrede van Schärding tussen hertog Albrecht III van Oostenrijk en hertog Stefanus II van Beieren.
Margaretha zelf trok zich terug in Wenen, waar ze in oktober 1369 stierf. Zij werd bijgezet in de Minorietenkerk.